# Grote Prijs Eddy Merckx
De Grote Prijs Eddy Merckx was een koppeltijdrit die elk jaar georganiseerd werd ter ere van oud-wielrenner Eddy Merckx. De wedstrijd werd georganiseerd in augustus en gereden in en rond Brussel, waar Merckx thuis is. Aanvankelijk was de wedstrijd een individuele tijdrit, vanaf 1998 werd er in tweetallen gereden. Met de invoering van de UCI ProTour in 2005 was er sprake dat de wedstrijd zou fuseren met Parijs-Brussel. Deze fusie ging echter niet door waarmee de wedstrijd van de kalender verdween.

## Lijst van winnaars
| - 2004: Koen de Kort - Thomas Dekker - 2003: Uwe Peschel - Michael Rich - 2002: László Bodrogi - Fabian Cancellara - 2001: Marc Wauters - Erik Dekker - 2000: Vjatsjeslav Jekimov - Lance Armstrong - 1999: Marc Wauters - Erik Dekker - 1998: Abraham Olano - José Vicente García Acosta - 1997: Abraham Olano - 1996: Chris Boardman - 1995: Johan Museeuw - 1994: Tony Rominger - 1993: Chris Boardman - 1992: Jelle Nijdam | - 1991: Erik Breukink - 1990: Frans Maassen - 1989: Sean Yates - 1988: Edwig Van Hooydonck - 1987: Eric Vanderaerden - 1986: Charly Mottet - 1985: Eric Vanderaerden - 1984: Claude Criquielion - 1983: Jean-Luc Vandenbroucke - 1982: Daniel Willems - 1981: Knut Knudsen - 1980: Knut Knudsen |